# Isola Rizza
Isola Rizza é uma comuna italiana da região do Vêneto, província de Verona, com cerca de 2.877 habitantes. Estende-se por uma área de 16,84 km², tendo uma densidade populacional de 180 hab/km². Faz fronteira com Bovolone, Oppeano, Ronco all'Adige, Roverchiara, San Pietro di Morubio.

## Demografia
| Variação demográfica do município entre 1861 e 2011                               |
|                                                                                   |
| Fonte: Istituto Nazionale di Statistica (ISTAT) - Elaboração gráfica da Wikipedia |